# Anna Pagans
Anna Pagans Gruartmoner es una política española en el ámbito de Cataluña, y exalcaldesa de la ciudad de Gerona. En 2002 se convirtió en la sucesora de Joaquim Nadal al frente del Ayuntamiento de Gerona, al dimitir este después de 23 años de mandato ininterrumpido, hasta 2011.

## Alcaldía desde 2002-2011
Anna Pagans encabezó las elecciones municipales de 2003 con la lista del PSC. Consiguió revalidar la alcaldía, aunque su partido perdió la mayoría absoluta en el ayuntamiento y tuvo que pactar con otras fuerzas de izquierda como ICV y ERC, formando un tripartito municipal.

## Alcaldes democráticos
- Joaquim Nadal - PSC (1979-2002)
- Anna Pagans - PSC (2002-2011)
- Carles Puigdemont - CiU (2011-2016)
- Albert Ballesta - CDC (2016)
- Marta Madrenas - CDC (2016-)

| Predecesor: Joaquim Nadal | Alcalde de Gerona 2002–2011 | Sucesor: Carles Puigdemont |

- Datos: Q5639712